# Привреда Кипра
Привреда Кипра је привреда са високим дохотком према класификацији Светске банке а Међународни монетарни фонд је уврстио на своју листу развијених земаља 2001. Кипар је усвојио евро као своју званичну валуту 1. јануара 2008. године, заменивши кипарску фунту по неопозивом фиксном курсу од 0,585274 кипарске фунте за 1 евро.
Кипарска финансијска криза 2012–2013, као део шире европске дужничке кризе, доминирала је економским пословима земље у то време. У марту 2013, кипарска влада је постигла споразум са својим партнерима из еврозоне да се друга највећа банка у земљи, Кипарска популарна банка (позната и као Лаики банка), подели на „лошу“ банку која би временом била угашена и „добру“ банку коју би апсорбовала већа Кипарска банка. У замену за 10  милијарди евра помоћи од Европске комисије, Европске централне банке и Међународног монетарног фонда, кипарска влада би морала да наметне значајно смањење неосигураних депозита. То не би утицало на осигуране депозите од 100.000 евра или мање. После рецесије која је трајала три и по године, Кипар се вратио у раст у првом кварталу 2015. Кипар је успешно завршио свој трогодишњи програм финансијске помоћи крајем марта 2016. године, позајмивши укупно 6,3  милијарди евра из Европског механизма за стабилност и 1 милијарди евра од ММФ-а. Преосталих 2,7 милијарди евра помоћи никада није исплаћено због финансијских успеха кипарске владе који су били бољи од очекиваних током програма.

## Економија у области под контролом владе
Кипар има отворено тржиште, привреду засновану на услугама са малом производњом. На међународном плану, Кипар промовише своју географску локацију као „мост“ између Истока и Запада, заједно са својим образованим становништвом које говори енглески, умереним локалним трошковима, добрим авио-везама и телекомуникацијама.
Од стицања независности од Уједињеног Краљевства 1960. године, Кипар је забележио успешне економске резултате, који се огледају у снажном расту, условима пуне запослености и релативној стабилности. Неразвијена аграрна економија наслеђена из колонијалне владавине трансформисана је у модерну економију, са динамичним услугама, индустријским и пољопривредним секторима и напредном социјалном инфраструктуром. Кипрани су међу најпросперитетнијим људима у региону Медитерана, са БДП по глави становника у 2023. години који се приближава 34.000 долара номинално и 55.000 долара на основу паритета куповне моћи.
Њихов животни стандард се огледа у „веома високом“ индексу људског развоја. Кипар је рангиран на 23. месту у свету по индексу квалитета живота. Међутим, након више од три деценије непрекидног раста, кипарска привреда се 2009. године смањила, услед изложености Кипра великој рецесији и европској дужничкој кризи. У последње време, изражена је забринутост  о стању јавних финансија и растућим трошковима задуживања. Штавише, Кипар је задобио тежак ударац експлозијом у морнаричкој бази Евангелос Флоракис у јулу 2011, са трошком процењеним на 1–3 милијарди евра, односно до 17% БДП-а.
Економска достигнућа Кипра током претходних деценија била су значајна, имајући у виду тешку економску и друштвену дислокацију коју је изазвала турска инвазија 1974. и наставак турске окупације северног дела острва. Турска инвазија нанела је озбиљан ударац привреди Кипра, а посебно пољопривреди, туризму, рударству и вађењу камена из површинских копова: изгубљено је 70 одсто богатих ресурса острва, туристичка индустрија је изгубила 65 одсто хотела и туристичког смештаја, индустријски сектор је изгубио 46 одсто, а вађење руда и камена 56 одсто производње. Губитак луке Фамагуста, која је руковала са 83 одсто генералног терета, и затварање међународног аеродрома Никозија, у тампон зони, били су додатни проблеми.
Успех Кипра у економској сфери приписује се, између осталог, усвајању тржишно оријентисаног економског система, спровођењу здраве макроекономске политике од стране владе, као и постојању динамичног и флексибилног предузетништва и високо образоване радне снаге. Штавише, привреда је имала користи од блиске сарадње између јавног и приватног сектора.
У протеклих 30 година, привреда је прешла са пољопривреде на лаку производњу и услуге. Сектор услуга, укључујући туризам, доприноси скоро 80% БДП-а и запошљава више од 70% радне снаге. Индустрија и грађевинарство чине приближно једну петину БДП-а и радне снаге, док пољопривреда чини 2,1% БДП-а и 8,5% радне снаге. Кромпир и цитруси су главни извозни усеви. Након снажних стопа раста 1980-их (просечан годишњи раст је био 6,1%), економски резултати 1990-их су били мешовити: раст реалног БДП-а био је 9,7% у 1992, 1,7% у 1993, 6,0% у 1994, 6,0% у 1995, 1.9%. 1996. и 2,3% 1997. године. Овај образац је подвукао рањивост привреде на промене у доласку туриста (тј. на економске и политичке услове на Кипру, у западној Европи и на Блиском истоку) и потребу за диверсификацијом привреде. Очекује се да ће пад конкурентности у туризму, а посебно у производњи, деловати као кочница раста све док се не изврше структурне промене. Прецењеност кипарске фунте пре усвајања евра 2008. држала је инфлацију под контролом.
Трговина је од виталног значаја за кипарску привреду — острво није самодовољно храном и до недавних открића гаса на мору било је мало познатих природних ресурса — а трговински дефицит наставља да расте. Кипар мора да увози горива, већину сировина, тешке машине и транспортну опрему. Више од 50% њене трговине је са остатком Европске уније, посебно са Грчком и Уједињеним Краљевством, док Блиски исток прихвата 20% извоза. Кипар је 1991. увео порез на додату вредност (ПДВ), који је од 13. јануара 2014. износио 19%. Кипар је ратификовао нови светски трговински споразум (Генерални споразум о царинама и трговини) 1995. године и почео да га у потпуности примењује 1. јануара 1996. године. Преговори о приступању ЕУ почели су 31. марта 1998. године, а завршени су када је Кипар приступио организацији као пуноправни члан 2004. године.

### Инвестициона клима
Кипарски правни систем је заснован на енглеском праву и стога је познат већини међународних финансијера. Кипарско законодавство је било усклађено са нормама ЕУ у периоду који је претходио приступању ЕУ 2004. године. Уклоњена су ограничења за директна страна улагања, што је у многим случајевима дозвољавало 100% страно власништво. Стране портфолио инвестиције на Кипарској берзи такође су либерализоване. Године 2002. успостављен је модеран порески систем погодан за пословање са стопом пореза на добит предузећа од 12,5%, једном од најнижих у ЕУ. Кипар је закључио уговоре о двоструком опорезивању са више од 40 земаља и, као чланица еврозоне, нема ограничења у размени. Нерезиденти и страни инвеститори могу слободно репатрирати приходе од улагања на Кипар.

## Улога финансијског центра
У годинама након распада Совјетског Савеза стекао је велику популарност као портал за улагања са Запада у Русију и Источну Европу, поставши за компаније тог порекла најчешћи порески рај. У скорије време, дошло је до повећања токова инвестиција са Запада преко Кипра у Азију, посебно у Кину и Индију, Јужну Америку и Блиски исток. Поред тога, предузећа изван ЕУ користе Кипар као своју улазну тачку за улагања у Европу. Сектор пословних услуга остаје најбрже растући сектор привреде, који је по важности претекао све остале секторе. Кипарска инвестициона промотивна агенција је била фундаментална за овај тренд. Од 2016. године, Кипарска комисија за хартије од вредности и берзу (финансијски регулатор) регулише многе од највећих светских брендова у  трговини девизама на мало, јер они то генерално виде као ефикасан начин за добијање лиценце за рад ЕУ и индустријског знања.

## Пољопривреда
Кипар је произвео 2018:
- 106 хиљада тона кромпира;
- 37 хиљада тона мандарина;
- 23 хиљаде тона грожђа;
- 20 хиљада тона поморанџе;
- 19 хиљада тона грејпфрута;
- 19 хиљада тона маслина;
- 18 хиљада тона пшенице;
- 18 хиљада тона јечма;
- 15 хиљада тона парадајза;
- 13 хиљада тона лубенице;
- 10 хиљада тона диње;

поред мањих производњи других пољопривредних производа.

## Нафта и гас
Истраживања указују да више од 100 трилиона кубних стопа (2.831 трилиона кубних метара) резерви леже неискоришћене у источном медитеранском басену између Кипра и Израела – скоро једнако укупној светској годишњој потрошњи природног гаса. Noble Energy је 2011. проценио да би гасовод до поља Левијатан могао да буде у функцији већ 2014. или 2015. У јануару 2012. Noble Energy је најавио откриће поља природног гаса. Привукао је Royal Dutch Shell, Делек и Авнер као партнере. Потписано је неколико уговора о подели производње за истраживање са међународним компанијама, укључујући Eni, KOGAS, TotalEnergies, ExxonMobil и QatarEnergy. Неопходно је развити инфраструктуру за искрцавање гаса на Кипар и за течни природни гас за извоз.

## Улога транспортног чворишта
Кипар представља један од највећих центара за управљање бродовима на свету; око 50 компанија за управљање бродовима и страних предузећа која се баве поморством обављају своје међународне активности у земљи, док је већина највећих компанија за управљање бродовима у свету успоставила канцеларије на острву. Његов географски положај на раскрсници три континента и близина Суецког канала промовисали су трговачко поморство као важну индустрију за ову острвску државу. Кипар има десету највећу регистровану флоту на свету, са 1.030 пловила са 31.706.000 тонаже носивости према подацима од 1. јануара 2013.

## Туризам
Туризам је важан фактор привреде, културе и укупног развоја бренда острвске државе. Са преко 2 милиона долазака туриста годишње, то је 40. најпопуларнија дестинација на свету. Међутим, по глави становника локалног становништва заузима 17. место. Туризам је награђен разним међународним наградама, које су додељене Лимасолу и Пафосу у децембру 2014. Плаже острва су награђене са 57 Плавих застава. Кипар је постао пуноправни члан Светске туристичке организације када је створена 1975. Према Индексу конкурентности путовања и туризма Светског економског форума из 2013. године, кипарска туристичка индустрија заузима 29. место у свету по укупној конкурентности. У погледу туристичке инфраструктуре, у односу на туристичку индустрију Кипар је на првом месту у свету. Кипарска туристичка организација има статус полу-владине организације задужене за надгледање индустријских пракси и промоцију острва широм света.

## Трговина
У 2008. фискална агрегатна вредност роба и услуга које је Кипар извезао била је у региону од 1,53 милијарди долара. Пре свега је извозила робу и услуге као што су агруми, цемент, кромпир, одећа и фармацеутски производи. У том истом периоду укупна финансијска вредност робе и услуга увезених у Кипар износила је око 8.689 милијарди долара. Истакнута роба и услуге које је Кипар увезао у 2008. били су роба широке потрошње, машине, нафта и  мазива, транспортна опрема и полупроизводи.

### Кипарски трговински партнери
Грчка је традиционално главни извозни и увозни партнер Кипра. У фискалној 2007. извоз у Грчку износио је 21,1 одсто укупног извоза Кипра. У том истом периоду Кипар је увозио 17,7 одсто робе и услуга из Грчке. Остали важна партнери у овом погледу су Велика Британија и Италија.

## Криза еврозоне
2012. године Кипар је био погођен финансијском и банкарском кризом у еврозони. У јуну 2012, кипарска влада је објавила да ће јој требати 1,8 милијарде евра стране помоћи за подршку Кипарској популарној банци, а након тога је Fitch изузетно снизио кредитни рејтинг Кипра. Fitch је објавио да ће Кипру бити потребно додатних 4 милијарде евра да подржи своје банке, а смањење рејтинга је углавном последица изложености 3 највеће кипарске банке грчкој финансијској кризи.
У јуну 2012. кипарски министар финансија Васос Шарли изјавио је да ће Европска централна банка, Европска комисија и званичници ММФ-а спровести дубинску истрагу кипарске привреде и банкарског сектора како би проценили ниво финансирања који је потребан. Министарство финансија одбацило је могућност да ће Кипар бити приморан да се подвргне широким мерама штедње које су изазвале турбуленције у Грчкој, али је признало да ће то имати "неке негативне последице".
У новембру 2012. међународни зајмодавци који су преговарали о спасавању са кипарском владом договорили су се о кључном коефицијенту капитала за банке и систему за надзор сектора. И комерцијалне банке и задруге ће надгледати Централна банка и Министарство финансија.
Харис Џорџиадес је 2014. године истакао да излазак из Меморандума са европском тројком (Европска комисија, Европска централна банка и ММФ) захтева повратак на тржишта. То, како је рекао, захтева "благовремену, ефективну и пуну имплементацију програма". Министар финансија је истакао да је неопходно спровести Меморандум о разумевању без додатног кредита.
Председник Европске комисије је 2015. године похвалио Кипар што је усвојио мере штедње и што није оклевао да следи тежак програм реформи.
У 2016. години, Moody's Investors Service је променио поглед на кипарски банкарски систем на позитиван са стабилног, одражавајући став да ће опоравак вратити банке на профитабилност и побољшати квалитет активе. Брз економски опоравак подстакнут је туризмом, пословним услугама и повећаном потрошњом. Поверење кредитора је такође ојачано, што је омогућило Кипарској банци да смањи своју хитну помоћ за ликвидност на 2,0 милијарди евра (од 9,4 милијарди евра у 2013.). У истом периоду, председник Банке Кипра Јозеф Акерман позвао је Европску унију да обећа финансијску подршку за трајно решење кипарског проблема.

## Привреда Северног Кипра
Привреда северног Кипра под турском окупацијом је око једне петине величине економије подручја под контролом владе, док је БДП по глави становника око половине. Пошто де факто администрацију признаје само Турска, имала је много потешкоћа да организује инострано финансирање, а стране фирме оклевају да тамо инвестирају. Привреда се углавном врти око пољопривредног сектора и државних служби, који заједно запошљавају око половину радне снаге.
Сектор туризма такође даје значајан допринос привреди. Штавише, мала привреда је доживела неке падове јер је турска лира легално средство плаћања. Познато је да Турска пружа значајну финансијску помоћ да би надокнадила економску слабост. У оба дела острва несташица воде је све већи проблем, а планирано је неколико постројења за десалинизацију .
Економски диспаритет између две заједнице је изражен. Иако привреда функционише на бази слободног тржишта, недостатак приватних и државних инвестиција, недостатак квалификоване радне снаге и искусних менаџера, и инфлација и девалвација турске лире и даље муче привреду.

### Трговина са Турском
Турска је далеко главни трговински партнер Северног Кипра, снабдевајући га са 55% увоза и апсорбујући 48% извоза. У значајном случају, Европски суд правде пресудио је 5. јула 1994. против британске праксе увоза производа са Северног Кипра на основу сертификата о пореклу и фитосанитарних сертификата које су издале де факто власти. Европски суд правде је одлучио да земље чланице ЕУ могу увозити само робу која има сертификате о пореклу из међународно признате Републике Кипар. Одлука је резултирала знатним смањењем извоза кипарске Турске у ЕУ: са 36,4 милиона долара (или 66,7% укупног извоза кипарских Турака) у 1993. на 24,7 милиона долара (или 35% укупног извоза) 1996. године. Упркос томе, ЕУ наставља да буде други по величини трговински партнер Северног Кипра, са 24,7% удела у укупном увозу и 35% у укупном извозу.
Најважнији извозни производи Северног Кипра су цитруси и млечни производи. За њима следе ракија од аниса, отпадни метал и одећа.
Помоћ Турске је главни ослонац привреде кипарских Турака. Према последњем економском протоколу (потписан 3. јануара 1997.), Турска се обавезала да ће обезбедити зајмове у укупном износу од 250 милиона долара за реализацију пројеката обухваћених протоколом који се односе на јавне финансије, туризам, банкарство и приватизацију. Флуктуација курса турске лире, која је сваке године патила од хиперинфлације све до њене замене новом турском лиром 2005. године, вршила је низ година притисак на животни стандард кипарских Турака.
Де факто власти су успоставиле слободно тржиште девиза и дозвољавају резидентима да имају банковне рачуне у страној валути. Ово подстиче трансфере кипарских Турака који живе у иностранству.

## Срећа грађана
Економски фактори као што су БДП и национални доходак у снажној су корелацији са срећом грађана једне нације. У студији објављеној 2005. године грађани из одређених земаља су замољени да оцене колико су срећни или несрећни у целини на скали од 1 до 7 (Рангирање: 1. потпуно срећан, 2. веома срећан, 3. прилично срећан, 4. ни срећан ни несрећан, 5. прилично несрећан, 6. веома несрећан, 7. потпуно несрећан), Кипар је добио оцену 5,29. На питање колико су грађани задовољни својим главним послом, Кипар је добио 5,36 на скали од 1 до 7 (Рангирање: 1. потпуно задовољан, 2. веома задовољан, 3. прилично задовољан, 4. ни задовољан ни незадовољан, 5. прилично незадовољан, 6. веома незадовољан, 7. потпуно незадовољан). У другој врсти рангирања среће, Северни Кипар заузима 58. место, а Кипар 61, према Светском извештају о срећи за 2018. Извештај оцењује 156 земаља на основу карактеристика: приход, очекивани здрав животни век, социјална подршка, слобода, поверење и великодушност.
Економски фактори играју значајну улогу у општем задовољству животом грађана Кипра, посебно код жена које мање учествују у физичким пословима, раде на нижим чиновима и раде на више послова у јавном и услужном сектору од мушкараца. Жене различитих вештина и „различитих економских циљева и ограничења“ учествују у туристичкој индустрији. Жене учествују у овој индустрији кроз послове као што је хотелски рад да би служиле и/или донеле понос својој породици, не нужно да би задовољиле себе. У овој студији, жене са приходима вишим од средњег прихода домаћинства су изјавиле да су више задовољне својим животом, док су жене са нижим приходима изјавиле супротно. На питање са ким се пореде (с нижим, истим или вишим економским статусом), резултати су показали да су они који су се упоређивали са људима вишег економског статуса од њих имали најнижи ниво задовољства животом. Док је корелација прихода и среће позитивна, она је значајно ниска; постоји јача корелација између поређења и среће. Ово указује да не само ниво прихода већ и ниво прихода у односу на друге утиче на ниво задовољства животом.
Класификован као медитерански режим благостања, Кипар има слаб јавни систем социјалне заштите. То значи да постоји снажно ослањање на породицу, уместо на државу, за породичну и економску подршку. Други налаз је да домаћица са пуним радним временом има снажнији негативан утицај на срећу жена са Северног Кипра него незапосленост, показујући како комбинација пола и економског фактора учешћа у радној снази утиче на задовољство животом. Економски фактори такође негативно корелирају са нивоом среће оних који живе у главном граду: грађани који живе у главном граду изражавају нижи ниво среће. Како је утврђено у овој студији, грађани Кипра који живе у главном граду, Никозији, знатно су мање срећни од других. Други закључак је био да су млади људи у престоници несрећнији од остатка Кипра; стари нису.